# جيلان أفجي
جيلان أفجي (بالتركية: Ceylan Avcı)‏ (مواليد 26 يونيو 1974 في إسطنبول)، هي مغنية ومؤلفة وممثلة تركية. بدأت مسيرتها الفنية سنة 1984، وتتميز بأغانيها ذات الطابع الفلكلوري التركي القديم مثل الأرابيسك. أنتجت خلال مسيرتها 27 ألبوم، وحقق ألبوم "Seni Sevmeyen Ölsün" الذي أنتج سنة 1986 نجاحاً كبيراً، كان له أثر كبير في شهرتها. أما ألبوم "Ah Gönlüm" فحصل على الجائزة الذهبية من شركة Mü-yap التركية.

## حياتها ومسيرتها
نشأت أفجي في عائلة من عرقية الزازا الكردية، تعود أصول العائلة من مدينة درسيم في جنوب شرق تركيا. ولدت ونشأت في مدينة إسطنبول، وبدأت حياتها الفنية بعمر 9 سنوات، حينها مثلت مع كبار الممثلين الأتراك، واشتهرت باسم «الصغيرة جيلان».

## روابط خارجية
- جيلان أفجي على موقع IMDb (الإنجليزية)
- جيلان أفجي على موقع ميوزك برينز (الإنجليزية)
- جيلان أفجي على موقع ديسكوغز (الإنجليزية)